# Paládium (záštita)
Palladium či počeštěně paládium (řecky palladion, název je zdrobnělinou ke jménu Pallas = Panna) byla ve starověkém Řecku posvátná socha bohyně Pallas Athény, uctívaná v jejím chrámu v Tróji. Byla dřevěná, proto se nazývala také xoanon, tj. dřevěný špalek. Palladion vlastnila některá města, především zmíněná Trója, dále Argos a Lindos na Rhodu. Trójská palladion prý spadla z nebe, kdežto ostatní palladia už byla lidskými výtvory.
I v křesťanském prostředí se tímto slovem označuje nejvýše posvátný předmět, často ostatky světce, milostný obraz, socha apod., uctívané jako záštita, ochrana celé země nebo města před nebezpečím. V Čechách je nejznámější Palladium země české, starobylý reliéf Panny Marie ze Staré Boleslavi, který takto nazval Bohuslav Balbín. Nejznámějším moravským paládiem je Madona Svatotomská (Brněnská).
Stejné označení dostal i chemický prvek palladium, a to podle planetky Pallas, která byla rovněž pojmenována podle řecké bohyně, a například i obchodní dům Palladium v Praze, jehož název byl vybrán na základě veřejné ankety.